# 청양 장곡사 철조약사여래좌상 및 석조대좌
청양 장곡사 철조약사여래좌상 및 석조대좌(靑陽 長谷寺 鐵造藥師如來坐像 및 石造臺座)는 대한민국 충청남도 청양군 장곡사에 있는 남북국 시대 신라의, 철로 만든 약사여래 좌상과 돌로 만든 불상 받침이다. 1962년 12월 20일 대한민국의 국보 제58호 '장곡사 철조약사여래좌상 부 석조대좌'(長谷寺 鐵造藥師如來坐像 附 石造臺座)로 지정되었다가, 2010년 6월 28일 현재의 명칭으로 변경되었다.

## 개요
충청남도 청양군 칠갑산에 자리잡은 《청양 장곡사 상 대웅전》(보물 제162호) 안에 모셔져 있는 철불좌상으로, 나무로 된 광배를 배경으로 거대한 사각형의 돌로 만든 대좌위에 높직하게 앉아 있다.
머리 위에는 상투 모양의 머리(육계)가 아담하게 표현되어 있고, 얼굴은 둥글고 단아한 모습이다. 신체는 건장하고 당당한 편이지만 양감이 풍부하지 않고 탄력적인 부피감도 줄어 들어 9세기 후반에 만들어진 불상임을 알 수 있다. 오른손은 손끝이 땅을 향하도록 하고 있으며, 무릎 위에 놓인 왼손에는 약항아리가 얹혀 있었다고 하지만 지금은 없다. 오른쪽 어깨를 드러내고 왼쪽 어깨만을 감싼 옷은 느슨하게 처리되었고, 옷주름 또한 드문드문 표현되었다.
4각형의 대좌는 불상보다 훨씬 장엄한 모습을 보여주고 있다. 상·중·하 3단 형태의 이 대좌는 하대가 넓고 높은 반면에 중대와 상대는 상대적으로 낮고 작은 편이다. 바닥돌은 매우 넓은 편인데, 사방 모서리에 기둥을 세운 흔적이 있어 불상을 모시던 공간이 있었음을 알 수 있다. 하대에는 엎어 놓은 연꽃무늬를 새기고 각 모서리에는 귀꽃을 큼직하게 조각하였다. 중대의 각면에는 큼직한 눈모양의 안상을 새기고, 상대에는 활짝 핀 연꽃무늬를 조각하였다.
광배는 원래 돌로 되었을 것이나 파손되어 조선시대에 나무광배로 대체한 것 같다. 광배 중심부에는 꽃무늬, 주변에는 불꽃무늬를 새기고 있어 신라말과 고려초에 유행하던 광배를 모방하여 만든 것으로 여겨진다.
이 불상은 특이한 탑 모양의 대좌와 감실형의 구조, 그리고 단아한 철불양식을 보여주는 9세기 말 양식을 계승한 10세기 초의 뛰어난 불상으로 평가된다.

## 같이 보기
- 장곡사
- 청양 장곡사 상 대웅전 - 보물 제162호

## 참고 자료
- 청양 장곡사 철조약사여래좌상 및 석조대좌 - 국가유산청 국가유산포털